# Feuerwehr-Ehrenzeichen (1938)

Die Stufen des Feuerwehr-Ehrenzeichens (1938)

Die Stufen des Feuerwehr-Ehrenzeichens (1938) in der 57er Version

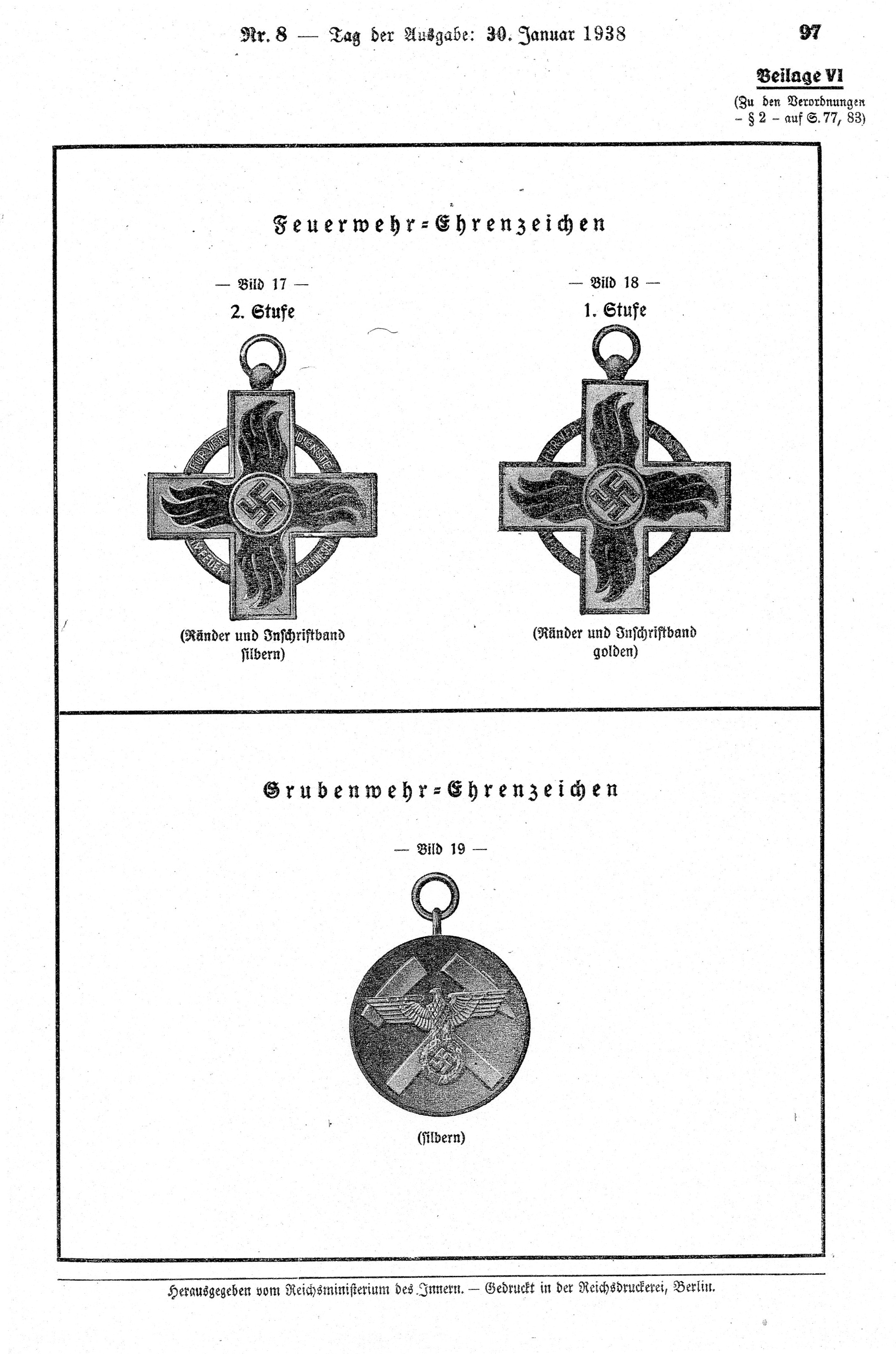
Die Grafische Darstellung des Feuerwehr-Ehrenzeichens im Reichsgesetzblatt (oben)

Amtlicher Mustervordruck für die Vorschlageliste des Feuerwehr-Ehrenzeichens 1. Stufe

Das Feuerwehr-Ehrenzeichen (1938) war ein deutsches Ehrenzeichen für alle Mitglieder anerkannter Feuerwehren, welches am 30. Januar 1938 durch Adolf Hitler Verordnung geschaffen wurde.

## Hintergrund zur Schaffung dieses Ehrenzeichens
Bereits im Jahr 1936, hatte der damalige Reichsminister des Innern Wilhelm Frick ein Reichsfeuerwehrehrenzeichen gestiftet (RGBl. 22. Dezember 1936, Seite 1146), welches aber bald durch eine neue Verordnung Hitlers abgelöst werden sollte. Die Gliederung des Ehrenzeichens in zwei Stufen wurde dabei beibehalten. Einziger Unterschied war, dass die bis dato 1. Stufe als Steckkreuz nun in einen Bandorden umgestaltet wurde, was ungewöhnlich war.

## Stufen des Ehrenzeichens
- 2. Stufe mit silbergefassten Flammenkreuz auf weißen Grund mit silbernen Umschrift
- 1. Stufe mit goldgefassten Flammenkreuz auf weißen Grund mit gleicher goldener Umschrift

## Verordnung über die Verleihung des Feuerwehr-Ehrenzeichens
Die volle Wortlaut der Verordnung über die Verleihung des Feuerwehr-Ehrenzeichens, abgedruckt im Reichsgesetzblatt Nr. 8 vom 30. Januar 1938, Seite 77 lautet:
Auf Grund des § 3 des Gesetzes über Titel, Orden und Ehrenzeichen vom 1. Juli 1937 (RGBl Teil I, S 725) verordne ich: Die Verordnung über das Feuerwehrehrenzeichen vom 22. Dezember 1936 (RGBl. Teil I, Seite 1146) erhält folgende Fassung:
- § 1: Als Anerkennung für Verdienste um das deutsche Feuerlöschwesen verleihe ich das Feuerwehr-Ehrenzeichen.

- § 2: (1) Das Feuerwehr-Ehrenzeichen wird in zwei Stufen, auch an Ausländer, verliehen. Die 1. Stufe wird Mitgliedern anerkannter Berufsfeuerwehren (Feuerschutzpolizei) oder Freiwilliger Feuerwehren sowie sonstigen Personen verliehen, die sich um das Feuerlöschwesen besondere Verdienste erworben haben. Außerdem wird die 1. Stufe verliehen für besonders mutiges und entschlossenes Verhalten bei der Bekämpfung von Bränden. (2) Die 2. Stufe wird Mitgliedern anerkannter Berufsfeuerwehren (Feuerschutzpolizei) oder Freiwilliger Feuerwehren verliehen, die nach dem 1. Mai 1936 ihr 25. Dienstjahr als Feuerwehrangehörige in Ehren und Treue vollendet haben. (3) Auf die Verleihung besteht kein Rechtsanspruch.

- § 3: Das Feuerwehr-Ehrenzeichen zeigt ein Flammenkreuz auf weißem Grunde, dass in der Mitte das Hakenkreuz und auf einem Bande die Umschrift trägt Für Verdienste im Feuerlöschwesen. Das Band ist bei der 2. Stufe silbern, bei der 1. golden. (2) Das Feuerwehr-Ehrenzeichen (beide Stufen) wird an einem rot-weißen Bande auf der linken Brustseite getragen. (3) Wird das Feuerwehr-Ehrenzeichen an der Ordensschnalle getragen, so ist es an der für staatliche Dienstauszeichnungen vorgeschriebenen Stelle anzubringen. (4) Bei Verleihung des Feuerwehr-Ehrenzeichens 1. Stufe wird das der 2. Stufe abgelegt, verbleibt aber dem Beliehenen als Andenken.

- § 4: (1) Über die Verleihung des Feuerwehr-Ehrenzeichens 1. Stufe erhält der Beliehene eine von mir unterzeichnete Urkunde. (2) Dem Empfänger des Feuerwehr-Ehrenzeichens 2. Stufe wird eine vom Staatsminister und Chef meiner Präsidialkanzlei ausgestellte Bescheinigung über die Verleihung des Ehrenzeichens erteilt.

- § 5: Das Feuerwehr-Ehrenzeichen geht in das Eigentum des Beliehenen über; bei seinem Tode verbleibt es den Erben als Andenken.

- § 6: Die Durchführungsbestimmungen werden von mir erlassen
- Berlin, den 30. Januar 1938, Der Führer und Reichskanzler Adolf Hitler, Der Reichsminister des Innern Frick

## Durchführungsverordnung
Die ebenfalls am 30. Januar 1938 erlassene Durchführungsverordnung regelt dann das weitere Prozedere. So mussten die Vorschläge für die Verleihung des Feuerwehr-Ehrenzeichens vom Reichsführer SS und dem Chef der Deutschen Polizei dem Reichsminister des Innern Wilhelm Frick listenmäßig in doppelter Ausführung zugearbeitet werden. Die Ausfertigung wurde dabei monatlich nach Verwaltungsbezirken und in alphabetischer Reihenfolge sowie nach Stufen getrennt gefertigt. Der Reichsminister des Innern leitete dann diese Vorschläge an die Präsidialkanzlei der Ordenskanzlei weiter, welche dann die Genehmigung Hitlers einholte. Maßgebend für die Verleihung der 2. Stufe war der Zeitpunkt des tatsächlichen Eintritts des zu Beleihenden in eine anerkannte Berufsfeuerwehr (Feuerschutzpolizei) oder einer Freiwilligen Feuerwehr. Die Zeit des Ausscheidens aus der Feuerwehr aufgrund der militärischen Ausbildung bei der Wehrmacht war dabei unschädlich. Dagegen wurden zurückgelegte Dienstzeiten bei Kriegs-, Wehr- oder Arbeitsdiensten (RAD) nicht berücksichtigt, wenn der Beliehene erst nach Ableistung dieser Zeiten der Berufsfeuerwehr (Feuerschutzpolizei) oder einer Freiwilligen Feuerwehr beigetreten war.

## Sonstiges
Laut Gesetz über Titel, Orden und Ehrenzeichen vom 26. Juli 1957 ist das Tragen der Auszeichnung in der Bundesrepublik Deutschland nur ohne nationalsozialistische Embleme gestattet.